# Assedio di Gibilterra (1309)
L'assedio di Gibilterra del 1309 fu il primo assedio che ebbe luogo nella penisola e coincise con una battaglia compresa nell'ambito della Reconquista. La battaglia contrappose le forze della Corona di Castiglia (perlopiù quelle dei consigli militari della città di Siviglia), al comando di Juan Núñez II de Lara e Alonso Pérez de Guzmán, e i combattenti del Sultanato di Granada, agli ordini del sultano Muhammad III e di suo fratello, Abu l-Juyush Nasr.
La battaglia si concluse con la vittoria della corona di Castiglia, uno dei pochi successi di quella che si rivelò una campagna disastrosa. La presa della penisola aumentò notevolmente il potere politico della Castiglia nella penisola iberica, anche se la città venne successivamente riconquistata dalle forze musulmane durante il terzo assedio di Gibilterra nel 1333.

## Contesto storico
Il 19 dicembre 1308, ad Alcalá de Henares, il re Ferdinando IV di Castiglia e gli ambasciatori della corona d'Aragona Bernat de Sarrià e Gonzalo García stipularono un trattato. Ai sensi di quest'ultimo Ferdinando IV, con l'appoggio di suo fratello Pietro di Castiglia, dell'arcivescovo di Toledo e vescovo di Zamora, e di Diego López V d'Haro, accettò di dichiarare guerra all'Emirato di Granada entro il 24 giugno 1309, momento in cui sarebbe scaduta la validità di una precedente intesa di pace suggellata tra Granada e Castiglia. Fu inoltre convenuto che il monarca aragonese, Giacomo II, non potesse firmare un accordo di pace separato con l'emiro di Granada. Al contempo, si decise di dare vita a una marina combinata aragonese-castigliana per bloccare le città costiere granadine e assediarle. Fu inoltre stabilito che la corona di Castiglia avrebbe attaccato le città di Algeciras e Gibilterra, mentre le forze aragonesi avrebbero tentato di conquistare Almería.
Ferdinando IV promise di cedere un sesto del territorio granadino conquistato alla corona aragonese e individuò nel regno di Almeria il confine da tracciare, sancendo però che sarebbero rimaste parte della Castiglia le città di Bedmar, Alcaudete, Quesada, Arenas e Locubin. Una simile decisione fu giustificata dal fatto che quei territori appartenevano al regno di Castiglia e León prima che fossero stati conquistati dai musulmani. Infine, Ferdinando IV stabilì che se le terre sottratte al regno di Almería non fossero state pari in termini di grandezza a un sesto del territorio di Granada, l'arcivescovo di Toledo sarebbe intervenuto per dirimere le eventuali divergenze che sarebbero insorte. Queste concessioni alla corona d'Aragona spinsero alcuni vassalli di Ferdinando IV a protestare contro la ratifica del trattato, tra cui Giovanni di Castiglia e Giovanni Emanuele di Castiglia.
Le concessioni all'Aragona, la quale stava vivendo un periodo di relativa tranquillità rispetto alla Castiglia, avrebbero ripristinato ancora una volta il potere del regno nella penisola iberica. L'Aragona aveva precedentemente raggiunto il suo apice in virtù del trattato di Cazola e di Almizra, grazie al quale estese le terre sotto il proprio dominio e quelle sotto la propria area d'influenza. Ferdinando insistette sulla necessità di portare avanti l'alleanza degli aragonesi con i Merinidi, in modo che non potessero intervenire in vista della futura guerra con Granada.
Dopo la firma del trattato ad Alcalá de Henares, Castiglia e Aragona inviarono entrambi degli emissari alla corte di Avignone, al fine ottenere il sostegno di papa Clemente V e garantirsi l'appoggio clericale dei rappresentanti di un qualche ordine religioso cavalleresco per un ulteriore supporto. Essi chiesero altresì la benedizione papale del matrimonio che si prevedeva in prospettiva di combinare tra l'infanta Eleonora di Castiglia, figlia primogenita di Ferdinando IV e Giacomo di Aragona e Angiò, figlio ed erede di Giacomo II d'Aragona. Il papa accettò entrambe le iniziative e, in data 24 aprile 1309, Clemente V emanò la bolla pontificia Indesinentis cure, la quale bandiva una crociata contro Granada per conquistare la penisola iberica, oltre a riguardare anche la Corsica e la Sardegna.
Alla corte di Madrid del 1309, la prima mai apparsa nell'attuale capitale spagnola, Ferdinando IV annunciò pubblicamente il suo desiderio di dichiarare guerra all'Emirato di Granada e chiese dei sussidi affinché fosse possibile avviare la campagna.

## La battaglia

### Preparativi
I principali vassalli che contribuirono alle operazioni contro Gibilterra furono Juan Núñez II de Lara, Alonso Pérez de Guzmán, Fernando Gutiérrez Tello, l'arcivescovo di Siviglia e Garci López de Padilla, il gran maestro dell'Ordine di Calatrava.
Il 29 aprile 1309, papa Clemente V emanò la bolla pontificia Prioribus decanis che concedeva ufficialmente a Ferdinando IV un decimo di tutte le tasse del clero raccolte nei suoi regni per tre anni per aiutare a finanziare la campagna contro Granada.
Da Toledo, Ferdinando IV e il suo esercito marciarono verso Cordova dove gli emissari di Giacomo II annunciarono che l'Aragona era pronta ad assediare la città di Almeria.

### L'assedio

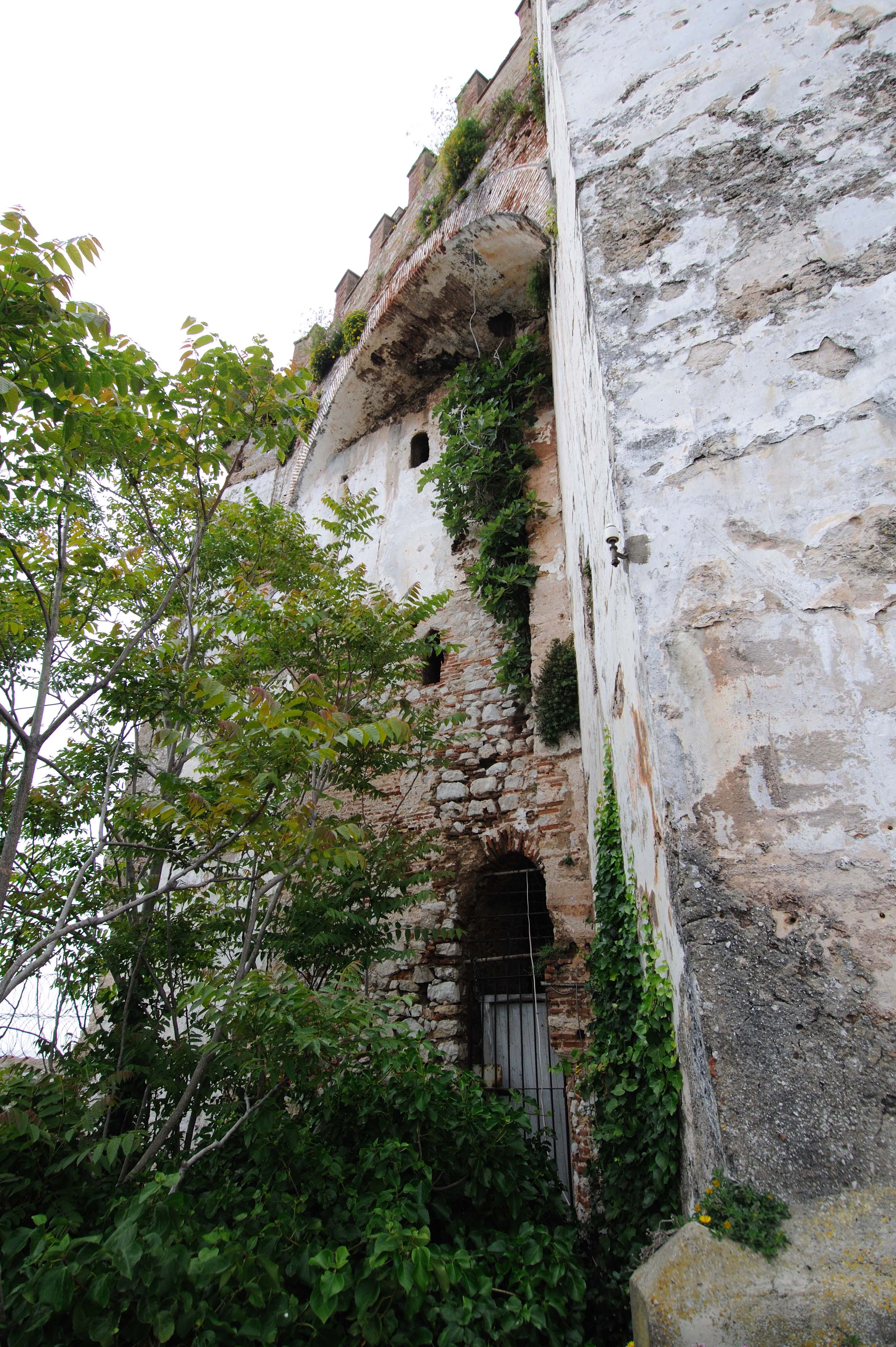
Una sezione delle fortificazioni moresche di Gibilterra risalenti aL periodo nell'assedio, le quali si possono ancora ammirare oggi. I principali resti sono compresi nel complesso del castello moresco

Dopo l'inizio dell'assedio di Algeciras del 1309, Ferdinando IV inviò parte del suo esercito dai consigli militari di Siviglia per completare l'obiettivo di catturare Gibilterra, mantenendo il grosso delle sue forze accampate intorno ad Algeciras. Il contingente inviato per assediare e catturare Gibilterra ricadde sotto il comando di Juan Núñez II de Lara, Alonso Pérez de Guzmán, Fernando Gutiérrez Tello, l'arcivescovo di Siviglia e il consiglio dei nobili di quella città. Il gruppo fu ulteriormente rafforzato da Garci López de Padilla, Gran maestro dell'Ordine di Calatrava e alla testa di alcuni cavalieri.
Le forze della corona d'Aragona dirette da Giacomo II avevano già iniziato la propria guerra contro il Regno di Granada e stavano assediando la città di Almería nell'agosto del 1309. Le battaglie non si conclusero con il risultato che speravano gli attaccanti nel gennaio del 1310, considerando che le forze aragonesi dovettero ritirarsi per uscire dalla situazione di stallo.
Le Cronache di Ferdinando IV menzionano che le forze castigliane circondarono la città di Gibilterra e la assediarono con due engeños (delle macchine d'assedio di un genere non meglio specificato), le quali iniziarono a fare fuoco contro la città dalle torri costruite dagli assedianti. La stessa cronaca afferma che le truppe di Núñez de Lara e quelle di Alonso Pérez de Guzmán avevano causato problemi alla città in modo così serio che i difensori musulmani non furono in grado di resistere ai loro attaccanti, scegliendo alla fine di arrendersi piuttosto che protrarre una difesa prolungata e difficile. Guzmán e Lara permisero a più di mille abitanti musulmani della città di andarsene illesi.
Il 12 settembre 1309, l'esercito di Ferdinando IV occupò ufficialmente Gibilterra. Secondo la cronaca del re castigliano, quando Ferdinando IV entrò in città, un anziano musulmano locale gli disse che era stato presente in tre città precedenti dove le forze cristiane lo avevano espulso. Era stato infatti dapprima nella città di Siviglia, dove fu espulso dal bisnonno di Ferdinando IV, Ferdinando III, più tardi a Xerez, dove fu scacciato dal nonno di Ferdinando, Alfonso X, una terza volta a causa del padre di Ferdinando IV, Sancho IV quando le sue forze presero la città di Tarifa, e infine per mano dello stesso Ferdinando IV.
La vittoria castigliana a Gibilterra pose fine a quasi 600 anni di dominio musulmano sulla città.

## Conseguenze
Dopo la conquista di Gibilterra, Ferdinando IV ordinò la riparazione delle difese cittadine danneggiate durante l'assalto. Inoltre, predispose la costruzione di una nuova torre per rinforzare le mura locali e di un cantiere navale che potesse riparare le navi di passaggio. In seguito ritornò con il suo esercito ad Algeciras, dove le truppe castigliane, non riuscendo ad espugnare la grande città-fortezza, furono obbligate a ritirarsi. Ciò pose fine alla loro campagna contro Granada, la quale si concluse perlopiù con degli insuccessi per la Castiglia, eccezion fatta per la presa di Gibilterra e per la cessione delle città di confine di Quesada, Quadros, Belmar e dal pagamento di 5 000 pistole d'oro.
Lo storico musulmano Al-Maqqari avvalora questa ricostruzione sulla campagna di Algeciras, affermando:
(Ahmed Mohammed al-Maqqari)
All'indomani del trattato di pace, l'emiro di Granada, Muhammad III si guadagnò immediatamente molti nemici tra i suoi vassalli, i quali erano arrabbiati per le sue concessioni a Ferdinando IV. Una volta scoperto che si stava tramando un attentato ai suoi danni, Muhammad III tornò a Granada, dove la popolazione era in rivolta e suo fratello, Abu l-Juyush Nasr, si era insediato sul trono. Muhammad III fu costretto ad assistere all'uccisione del suo ministro e al saccheggio del suo palazzo; poco dopo, abdicò in favore di suo fratello.
Ferdinando IV nominò uno degli ufficiali assedianti, Alfonzo Fernando de Mendoza, alla carica di governatore della città appena conquistata. Entro il 1310, Ferdinando IV emanò degli editti volti ad avviare la repoblación di Gibilterra. Uno degli incentivi offerti riguardava la possibilità per «truffatori, ladri, assassini e mogli sfuggite ai mariti» di rifugiarsi nell'area sfuggendo alla legge, compresa la pena di morte (sebbene questa disposizione non si estendesse ai traditori della corona). Inoltre, decretò che nessun dazio si potesse imporre sulle merci che transitavano dentro e fuori dalla città, ma il numero di criminali che giunse a Gibilterra e la cattiva fama che si guadagnò l'insediamento smorzò i tentativi di ripopolamento.